# Apostolisches Exarchat Venezuela (Melkiten)
Das Apostolische Exarchat Venezuela (lat.: Apostolicus Exarchatus Caracensis Graecorum Melkitarum) ist ein in  Venezuela gelegenes Apostolisches Exarchat der melkitischen griechisch-katholischen Kirche mit Sitz in Caracas.

## Geschichte
Papst Johannes Paul II. gründete das Exarchat mit der Apostolischen Konstitution Quo longius am 19. Februar 1990.

## Apostolische Exarchen von Venezuela
- Boutros Raï BA, 1990–1994
- Georges Kahhalé Zouhaïraty BA, 1995–2019
- Joseph Khawam BA, seit 2019